# Coelioxys remissa
Coelioxys remissa là một loài Hymenoptera trong họ Megachilidae. Loài này được Holmberg mô tả khoa học năm 1888.